# Чуванский язык
Чуванский язык — один из мёртвых языков юкагирской (юкагиро-чуванской) семьи. В прошлом на нём говорили чуванцы, которые потом перешли на чукотский и русский. Чуванский язык был распространён в низовьях реки Анадырь. Сохранились переводы 22 фраз, записанных в 1781 И. Бенцигом, и 210 слов, записанных Ф. Ф. Матюшкиным. В 1862 году в Колымском округе числилось чуванцев 259 человек, а в начале 1890-х годов — всего 143 человека.